# هارالد رينكيند
هارالد رينكيند (بالنرويجية: Harald Reinkind) مواليد 17 أغسطس 1992 في تروندهايم، هو لاعب كرة يد نرويجي يلعب كظهير أيمن. مثل منتخب النرويج لكرة اليد.

## سجل المنافسة
شارك في البطولات التالية:
- بطولة أوروبا لكرة اليد للرجال 2014
- بطولة أوروبا لكرة اليد للرجال 2016

## معرض صور

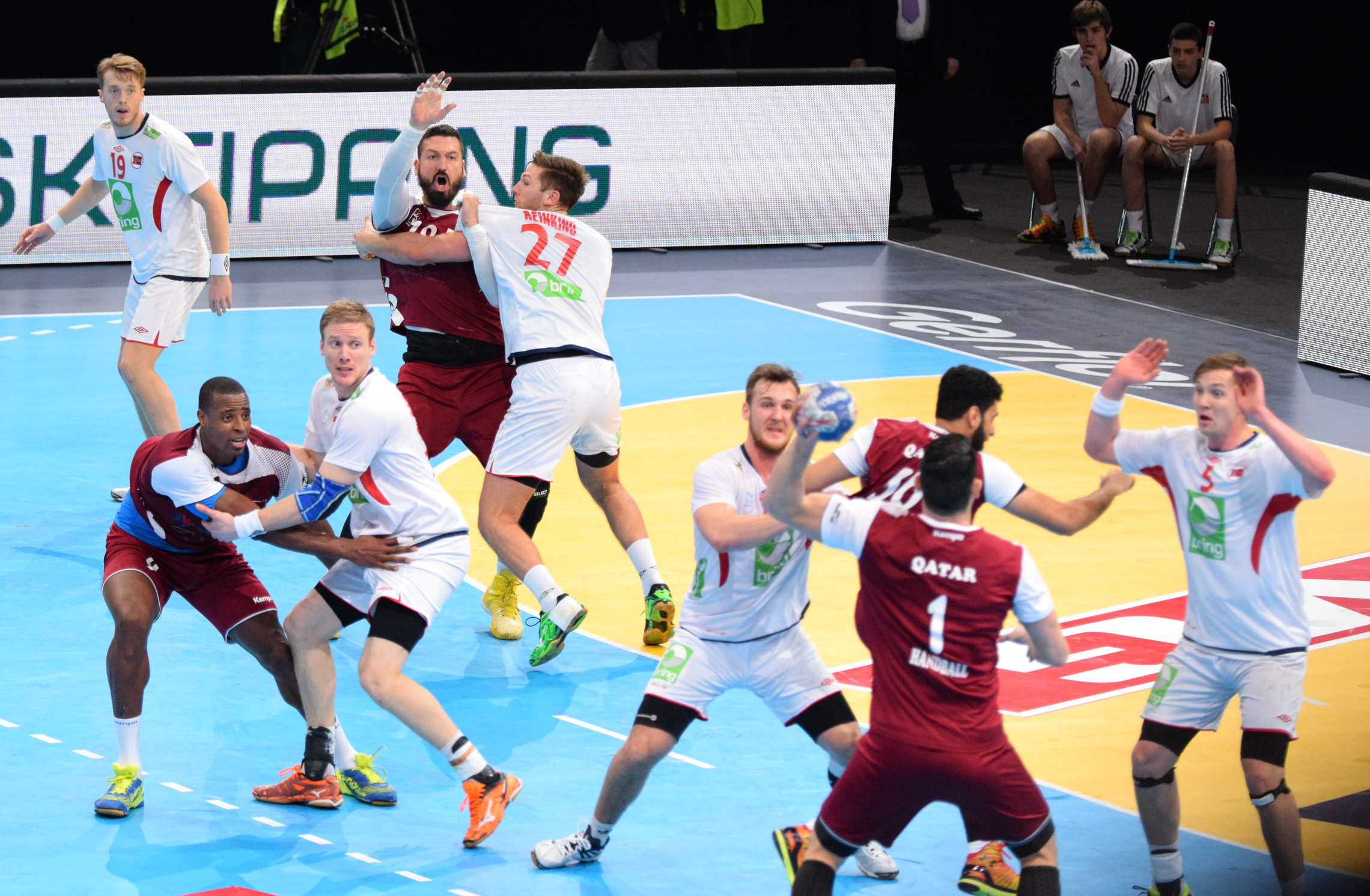
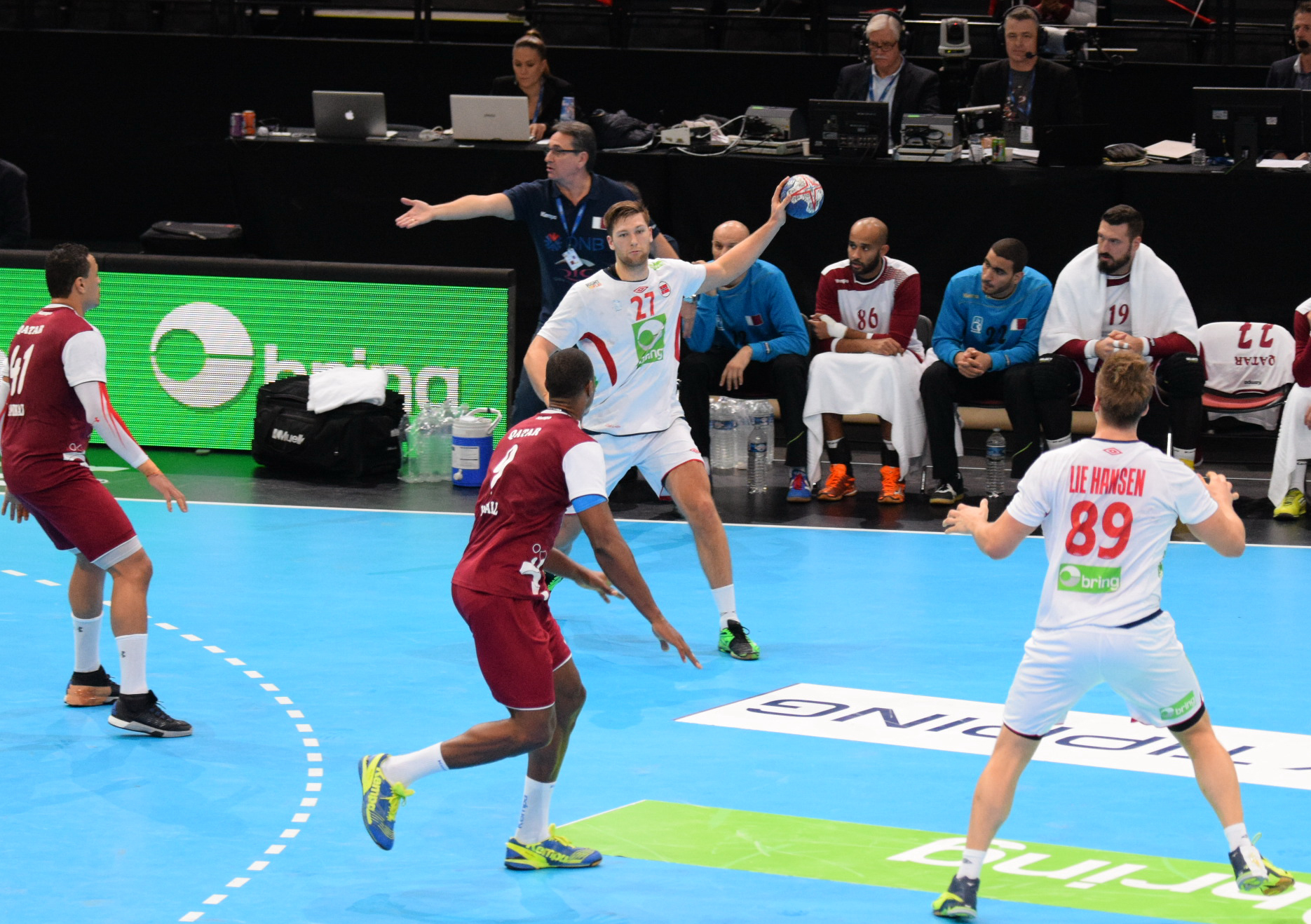
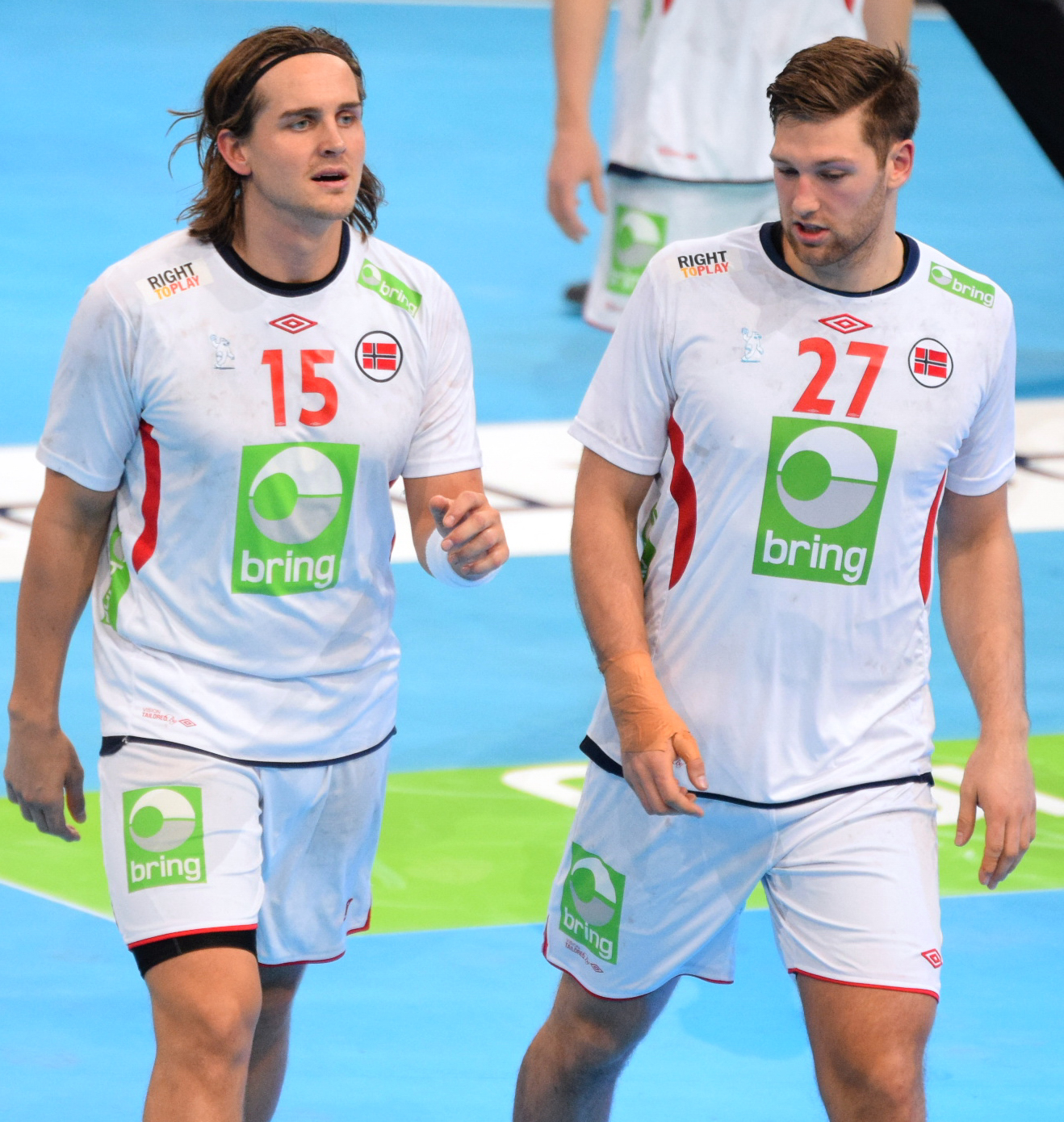

## روابط خارجية
- هارالد رينكيند على موقع الاتحاد الدولي لكرة اليد (الإنجليزية)
- هارالد رينكيند على موقع الاتحاد الأوروبي لكرة اليد (الإنجليزية)
- هارالد رينكيند على موقع الاتحاد النرويجي لكرة اليد (النرويجية)
- هارالد رينكيند على موقع الدوري الألماني لكرة اليد (الألمانية)
- هارالد رينكيند على موقع نادي كيل لكرة اليد (الألمانية)
- هارالد رينكيند على موقع اللجنة الأولمبية الدولية (الإنجليزية)
- هارالد رينكيند على موقع أوليمبيديا (الإنجليزية)